# Aleurotrachelus dryandrae
Aleurotrachelus dryandrae es una especie de insecto hemíptero de la familia Aleyrodidae y la subfamilia Aleyrodinae. Se distribuyen por Australia.
Fue descrita científicamente por primera vez por Solomon en 1935.